# Міс Всесвіт 2016
Міс Всесвіт 2016 — 65-й щорічний конкурс краси, який пройшов 30 січня 2017 року в Mall of Asia Arena, Маніла, Філіппіни.

## Результати
| Результат        | Кандидатки                                                                                            |
| ---------------- | --- |
| Міс Всесвіт 2016 | - Франція – Іріс Міттенар                                                                             |
| 1 віце-міс       | - Гаїті – Рахель Пеліссьє                                                                             |
| 2 віце-міс       | - Колумбія – Андреа Тоуар                                                                             |
| Топ 6            | - Кенія – Марі Естер Вері - Філіппіни – Менхіне Медіна - Таїланд – Халіта Суансане                    |
| Топ 9            | - Канада – Сьєрра Берчелл - Мексика – Крістал Сільва - США – Дешауна Барбер                           |
| Топ 13           | - Бразилія – Раїса Сантана - Індонезія – Кезья Вару - Панама – Кейті Дреннан - Перу – Валеріа Піацція |

## Переговори про місце проведення

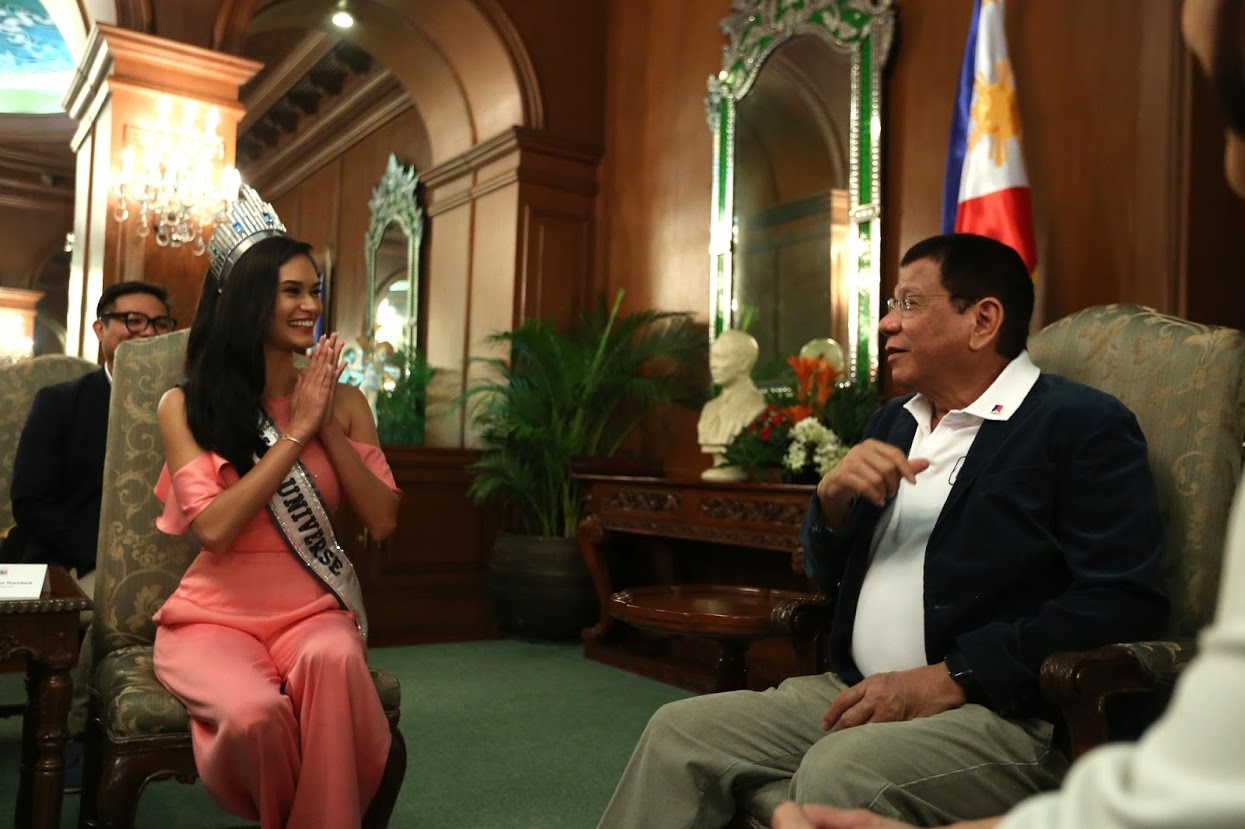
Міс Всесвіт 2015 Піа Вуртцбах на візиті ввічливості з президентом Філіппін Родріго Дутерте в обговоренні про проведення міжнародного конкурсу краси на території Філіппін. За Вурцбах знаходиться Джонас Гаффуд, інструктор з конкурсом краси.

18 липня 2016 року Міс Всесвіт 2015 Піа Вуртцбах зустрілася з президентом Філіппін Родріго Роа з приводу проведення Міс Всесвіт 2016 року на території Філіппін. Родріго Роа спочатку був зацікавлений, але відмовився взяти витрати за рахунок державного фінансування Пізніше Міністерство туризму пояснило, що президент ніколи не був проти ідеї проведення конкурсу краси, але були проблеми з фінансуванням.
28 липня 2016 року Міністерство туризму Філіппін підтвердило, що на Філіппінах пройде конкурс краси " Міс Всесвіт 2016.

## Місце і спонсорство
Mall of Asia Arena в Пасаї, Araneta Coliseum у Кесон-Сіті, Ynares Center в Антіполо, Clark Expo Amphitheater in Анхелесі, Pampanga і Philippine Arena в Бука розглядалися Міністерством туризму як основні місця проведення конкурсу. Президент також запропонував для організаторів Міс Всесвіт 2016 року на етапі допоміжних заходів за межами Маніли, в таких місцях, як Боракай, Кагаян-де-Оро, Себу, Давао, Палаван і Віган.
Кошти, необхідні для заходу, надійдуть від приватного бізнесу. Серед заявлених спонсорів китайсько-філіппінський бізнесмен Генрі Сі та японський мільярдер Кадзуо Окада. Okada Manila Luxury Hotel, буде служити місцем проживання учасниць Міс Всесвіт 2016, в даний момент готель будується. Прогнозовані витрати на захід становлять $ 11 мільйонів доларів США.
Філіппіни будуть приймати конкурс краси в третій раз. Раніше країна приймала міжнародний конкурс краси в 1974 і 1994 роках.
8 серпня з'явилася інформація, що терористи з Ісламської держави мають намір здійснити теракт на конкурсі краси.

## Нотатки
- Іран не буде представлений на конкурсі краси з релігійних питань.

### Дебютували
- Сьєрра-Леоне

### Участь в інших конкурсах краси
Contestants who previously competed or will be competing at other international beauty pageants:
Міс Світу
- 2010:  Американські Віргінські Острови: Carolyn Carter
- 2015:  Грузія: Nuka Karalashvili
- 2016:  Кайманові Острови: Monyque Brooks
- 2016:  ПАР: Ntandoyenkosi Kunene

Міс Інтернешнл
- 2011:  Панама: Keity Drennan (4-а Віце Міс)

Міс Земля
- 2012:  Американські Віргінські Острови: Carolyn Carter
- 2013:  Мексика: Cristal Silva Dávila (Топ 8)

Miss Supranational
- 2011:  Американські Віргінські Острови: Carolyn Carter
- 2015:  Канада: Siera Bearchell (1-а Віце Міс)
- 2013:  Велика Британія: Jamie-Lee Faulkner (Переможниця)

Miss International Teenager
- 2011:  Нікарагуа: Marina Jacoby (4-а Віце Міс)

Miss West Africa International
- 2013:  Сьєрра-Леоне: Hawa Kamara (Переможниця)

Miss Bride of The World
- 2012:  Данія: Christina Mikkelsen (Переможниця)

Miss Tourism Queen of The World
- 2011:  Данія: Christina Mikkelsen (Півфіналістка)

Miss Model of The World
- 2014:  Перу: Valeria Piazza (Півфіналістка)

Tropic Beauty World
- 2015:  Перу: Valeria Piazza (1-а Віце Міс)

Swimsuit-USA International
- 2015:  Перу: Valeria Piazza (4-а Віце Міс)

Miss Europa Continental
- 2015:  Албанія: Lindita Idrizi (Переможниця)

## Примітка
1. ↑  Vila, Alixandra Caole (28 липня 2016). Philippines to host Miss Universe coronation night in 2017. The Philippine Star. Архів оригіналу за 11 травня 2019. Процитовано 29 липня 2016.
2. ↑  Montano, Isabella (29 липня 2016). Philippines to host Miss Universe 2016. CNN Philippines. Архів оригіналу за 9 жовтня 2018. Процитовано 29 липня 2016.
3. ↑  Requintina, Robert (2 серпня 2016). PH eyes MOA or Philippine Arena as venue for Miss Universe 2016 (English та Filipino) . Tempo. Архів оригіналу за 12 травня 2019. Процитовано 2 серпня 2016.
4. ↑  Islamic State 'calls on jihadis to target Miss Universe competition in Philippines'. telegraph.co.uk. 13.08.2016. Архів оригіналу за 13 жовтня 2016. Процитовано 27 травня 2017.
5. ↑  ИГ пригрозило утопить в крови участниц конкурса «Мисс Вселенная». НТВ. 8 серпня 2016. Архів оригіналу за 2 червня 2017. Процитовано 14 серпня 2016.